# Bir al-Abed
Bir al-Abed (Arabisch: بئر العبد) is een plaats in de Noordelijke Sinaï in Egypte. De plaats ligt ongeveer 80 km ten westen van El Arish aan de doorgaande weg langs de Egyptische noordkust.
Op 9 augustus 1916 vond hier tijdens de Eerste Wereldoorlog een veldslag plaats tussen Australische en Nieuw-Zeelandse troepen en troepen van het Ottomaanse Rijk, die delen van de Sinaï hadden veroverd.
Op 24 november 2017 werd een aanslag gepleegd op een moskee, waarbij meer dan 300 mensen op het leven kwamen.